# Bahariasaurus
Bahariasaurus (som betyder "Bahariaödla") är ett släkte av stora theropoder. Dinosaurien har hittats i Bahariyaoasen i Egypten. Den levde under yngre krita för cirka 95 miljoner år sedan.